# 德川長丸
德川長丸（日语：／ Tokugawa Chōmaru，1601年—1602年）是安土桃山時代的德川氏一族。父親是德川秀忠。

## 略歷
在慶長6年2月（1601年3月）於江戶出生，家中長男（庶子）。因為是秀忠最初的兒子，於是幼名是秀忠的名字長丸，被當作嫡男。母親不詳，可能是身分低下的家女。在翌年9月25日（1602年11月8日）夭折，死因是「灸」（『幕府祚胤傳』）。
此外，『鹿苑日錄』「慶長六年九月二十日條」、『言經卿記』「慶長六年九月二十一日條」亦分別有秀忠的兒子死亡的記述。因此，亦有可能是『德川幕府家譜』『幕府祚胤傳』誤記，實際是在慶長6年（1601年）9月死去。
2年後，秀忠與正室江之間誕下的次男（後來的家光）成為嫡子，之後成為第3代將軍。